# Roussay
Pour les articles ayant des titres homophones, voir Roussé, Rousset, Roussey et Rousay.
Roussay est une ancienne commune française située dans le département de Maine-et-Loire, en région Pays de la Loire, devenue le 15 décembre 2015 une commune déléguée au sein de la commune nouvelle de Sèvremoine.

## Géographie
Roussay est une commune angevine des Mauges située au nord-ouest de Cholet, près des communes que sont La Renaudière, La Romagne, Montfaucon-Montigné, Saint-André-de-la-Marche, Saint-Macaire-en-Mauges, Saint-Germain-sur-Moine et Torfou.
La commune s'étend sur près de 11 km2 (1 099 hectares), et son altitude varie de 37 à 119 mètres, pour une altitude moyenne de 90 mètres.

## Toponymie et héraldique

### Toponymie
Formes anciennes du nom : Gortiacum velut munc dicitur Rotiacum au XIIe siècle, Tres ecclesœ de Rothai en 1107, Ecclesiœ de Rothaiaco en 1118, Ecclesia de Rochayo au XIIIe siècle, Brossay en 1793 et 1801, puis Roussay,.
Nom des habitants (gentilé) : Roussayais.

### Héraldique
| Blason de Roussay | Blason  | Écartelé, au premier de gueules à une fleur de lys d'or, au deuxième d'azur plein, au troisième d'azur, à une navette d'or posée en bande, au quatrième de gueules, à une crosse d'or renversée mouvant du cœur, à la croix d'argent brochant sur l'écartelé et au chef d'azur, à un pont crénelé d'or percé d'une arche. |
| Blason de Roussay | Détails | Le statut officiel du blason reste à déterminer. |

## Histoire
En 2014, un projet de fusion de l'ensemble des communes de l'intercommunalité se dessine. Le 2 juillet 2015, les conseils municipaux de l'ensemble des communes du territoire communautaire votent la création d'une commune nouvelle baptisée Sèvremoine pour le 15 décembre 2015, dont la création a été officialisée par arrêté préfectoral du 5 octobre 2015.

## Politique et administration

### Administration municipale

#### Administration actuelle
Depuis le 15 décembre 2015, Roussay constitue une commune déléguée au sein de la commune nouvelle de Sèvremoine et dispose d'un maire délégué.
| Période                                  | Période  | Identité             | Étiquette | Qualité |
| ---------------------------------------- | -------- | -------------------- | --------- | ------- |
| 15 décembre 2015                         | mai 2020 | Jean-Louis Martin    |           |         |
| 26 mai 2020                              |          | Sabrina Guimbretière |           |         |
| Les données manquantes sont à compléter. |          |                      |           |         |

#### Administration ancienne
| Période                                  | Période       | Identité            | Étiquette | Qualité |
| ---------------------------------------- | ------------- | ------------------- | --------- | ------- |
| mars 2001                                | mars 2008     | Jean-René Fonteneau |           |         |
| mars 2008                                | décembre 2015 | Jean-Louis Martin   |           |         |
| Les données manquantes sont à compléter. |               |                     |           |         |

### Ancienne situation administrative
La commune est membre en 2015 de la communauté de communes de Moine-et-Sèvre, elle-même membre du syndicat mixte Pays des Mauges. La création de la commune nouvelle de Sèvremoine entraîne sa suppression à la date du 15 décembre 2015, avec transfert de ses compétences à la commune nouvelle.
Jusqu'en 2014, Roussay fait partie du canton de Montfaucon-Montigné et de l'arrondissement de Cholet. Dans le cadre de la réforme territoriale, un nouveau découpage territorial pour le département de Maine-et-Loire est défini par le décret du 26 février 2014. La commune est alors rattachée au canton de Saint-Macaire-en-Mauges, avec une entrée en vigueur au renouvellement des assemblées départementales de 2015.

## Population et société

### Évolution démographique
L'évolution du nombre d'habitants est connue à travers les recensements de la population effectués dans la commune depuis 1793. À partir du 1er janvier 2009, les populations légales des communes sont publiées annuellement dans le cadre d'un recensement qui repose désormais sur une collecte d'information annuelle, concernant successivement tous les territoires communaux au cours d'une période de cinq ans. 
Pour les communes de moins de 10 000 habitants, une enquête de recensement portant sur toute la population est réalisée tous les cinq ans, les populations légales des années intermédiaires étant quant à elles estimées par interpolation ou extrapolation. Pour la commune, le premier recensement exhaustif entrant dans le cadre du nouveau dispositif a été réalisé en 2004,.
En 2013, la commune comptait 1 223 habitants, en évolution de +9,49 % par rapport à 2008 (Maine-et-Loire : +3,3 %, France hors Mayotte : +2,49 %).
| 1793 | 1800 | 1806 | 1821 | 1831  | 1836 | 1841 | 1846  | 1851  |
| ---- | ---- | ---- | ---- | ----- | ---- | ---- | ----- | ----- |
| 868  | 707  | 703  | 930  | 1 004 | 973  | 974  | 1 050 | 1 158 |

| 1856  | 1861  | 1866  | 1872  | 1876  | 1881  | 1886  | 1891  | 1896 |
| ----- | ----- | ----- | ----- | ----- | ----- | ----- | ----- | ---- |
| 1 170 | 1 213 | 1 184 | 1 129 | 1 099 | 1 104 | 1 032 | 1 010 | 969  |

| 1901 | 1906 | 1911  | 1921 | 1926 | 1931 | 1936 | 1946 | 1954  |
| ---- | ---- | ----- | ---- | ---- | ---- | ---- | ---- | ----- |
| 943  | 966  | 1 013 | 938  | 927  | 909  | 888  | 922  | 1 078 |

| 1962  | 1968  | 1975  | 1982 | 1990 | 1999 | 2004  | 2009  | 2013  |
| ----- | ----- | ----- | ---- | ---- | ---- | ----- | ----- | ----- |
| 1 136 | 1 115 | 1 020 | 963  | 898  | 966  | 1 043 | 1 150 | 1 223 |

### Pyramide des âges
La population de la commune est relativement jeune. Le taux de personnes d'un âge supérieur à 60 ans (17 %) est en effet inférieur au taux national (21,8 %) et au taux départemental (21,4 %).
Contrairement aux répartitions nationale et départementale, la population masculine de la commune est supérieure à la population féminine (51,1 % contre 48,7 % au niveau national et 48,9 % au niveau départemental).
La répartition de la population de la commune par tranches d'âge est, en 2008, la suivante :
- 51,1 % d’hommes (0 à 14 ans = 25,6 %, 15 à 29 ans = 18,4 %, 30 à 44 ans = 22,3 %, 45 à 59 ans = 19,2 %, plus de 60 ans = 14,6 %) ;
- 48,9 % de femmes (0 à 14 ans = 23,4 %, 15 à 29 ans = 19,1 %, 30 à 44 ans = 21,1 %, 45 à 59 ans = 16,8 %, plus de 60 ans = 19,6 %).

| Hommes | Classe d’âge | Femmes |
| ------ | ------------ | ------ |
| 0,2    | 90 ans ou +  | 0,2    |
| 4,5    | 75 à 89 ans  | 9,6    |
| 9,9    | 60 à 74 ans  | 9,8    |
| 19,2   | 45 à 59 ans  | 16,8   |
| 22,3   | 30 à 44 ans  | 21,1   |
| 18,4   | 15 à 29 ans  | 19,1   |
| 25,6   | 0 à 14 ans   | 23,4   |

| Hommes | Classe d’âge | Femmes |
| ------ | ------------ | ------ |
| 0,4    | 90 ans ou +  | 1,1    |
| 6,3    | 75 à 89 ans  | 9,5    |
| 12,1   | 60 à 74 ans  | 13,1   |
| 20,0   | 45 à 59 ans  | 19,4   |
| 20,3   | 30 à 44 ans  | 19,3   |
| 20,2   | 15 à 29 ans  | 18,9   |
| 20,7   | 0 à 14 ans   | 18,7   |

## Économie
Sur 77 établissements présents sur la commune à fin 2010, 29 % relevaient du secteur de l'agriculture (pour une moyenne de 17 % sur le département), 8 % du secteur de l'industrie, 12 % du secteur de la construction, 48 % de celui du commerce et des services et 4 % du secteur de l'administration et de la santé.

## Culture locale et patrimoine

### Lieux et monuments
Patrimoine sur la commune :
- Église Saint-Pierre du XIXe siècle ;
- Chapelle Notre-Dame.

### Personnalités liées à la commune
- Serge Maudet (1954- ), artiste peintre de la bouche, y est né[19].